# Локомотиви-пам'ятники
Локомотиви-пам'ятники — натурні зразки локомотивів, які мають технічну або історичну цінність. Зазвичай встановлюються на території якихось історичних місць, депо, вокзалів, площ тощо. Є різновидом технічних пам'ятників.

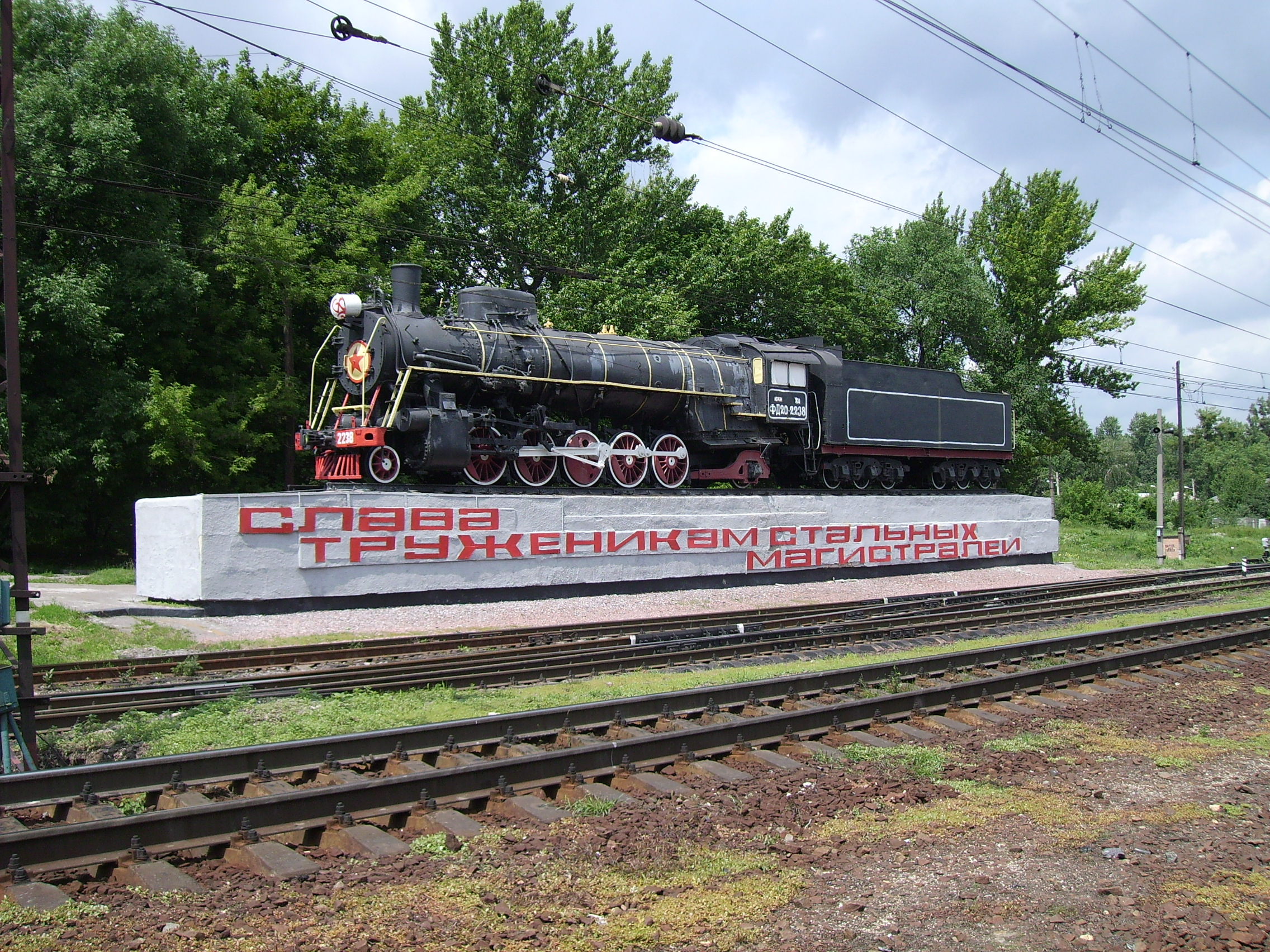
ФД20-2238 на станції Харків-Пасажирський

Офіційно першим у світі локомотивом-пам'ятником вважається паровоз «Locomotion № 1» Джорджа і Роберта Стефенсонів, який встановлено на постаменті перед вокзалом у Дарлінгтоні в 1841 році (пізніше його декілька разів знімали з постаменту для участі в різноманітних виставках, а пізніше взагалі перевезли до музею).
На території СРСР перший локомотив-пам'ятник встановили у 1948 році на Павелецькому вокзалі. Ним став паровоз У127, що 23 січня 1924 року привіз в Москву траурний потяг із тілом Леніна. 
Окрім того, в різних країнах (зокрема в Росії, Україні, Казахстані, Білорусі, Узбекистані) діють залізничні музеї з експозиціями локомотивів-пам'ятників просто неба.

## Фотогалерея

Зображення пам'ятників паровозами локомотивам
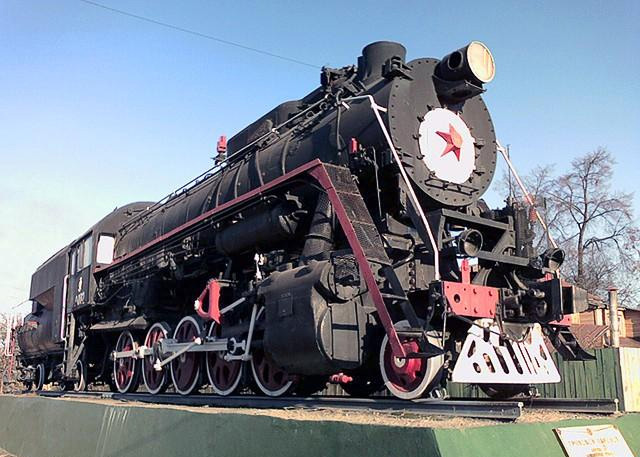
Пам'ятник «Паровоз серії Л» в Коломні
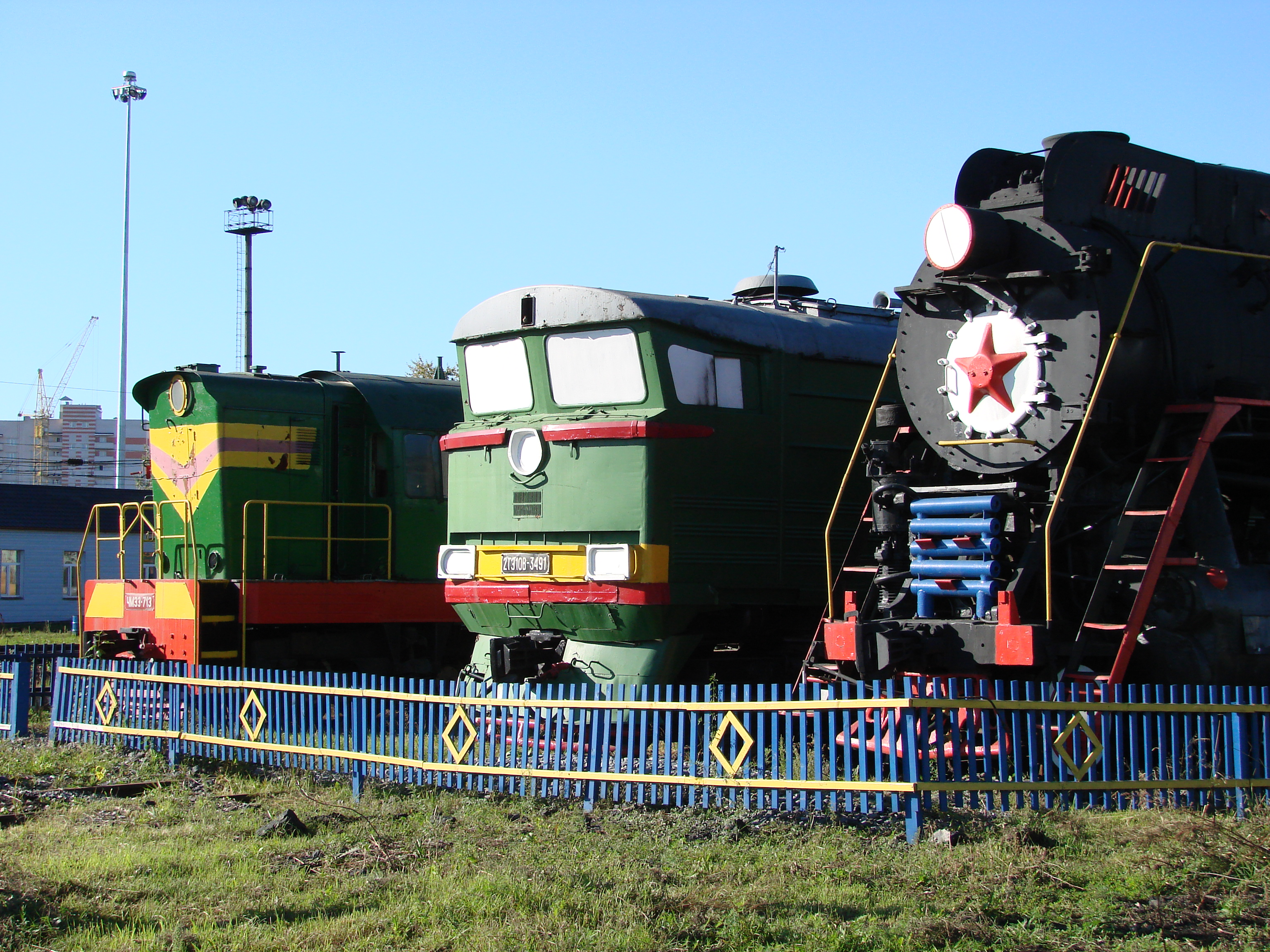
Локомотиви-пам'ятники (Локомотивне депо Вологда)
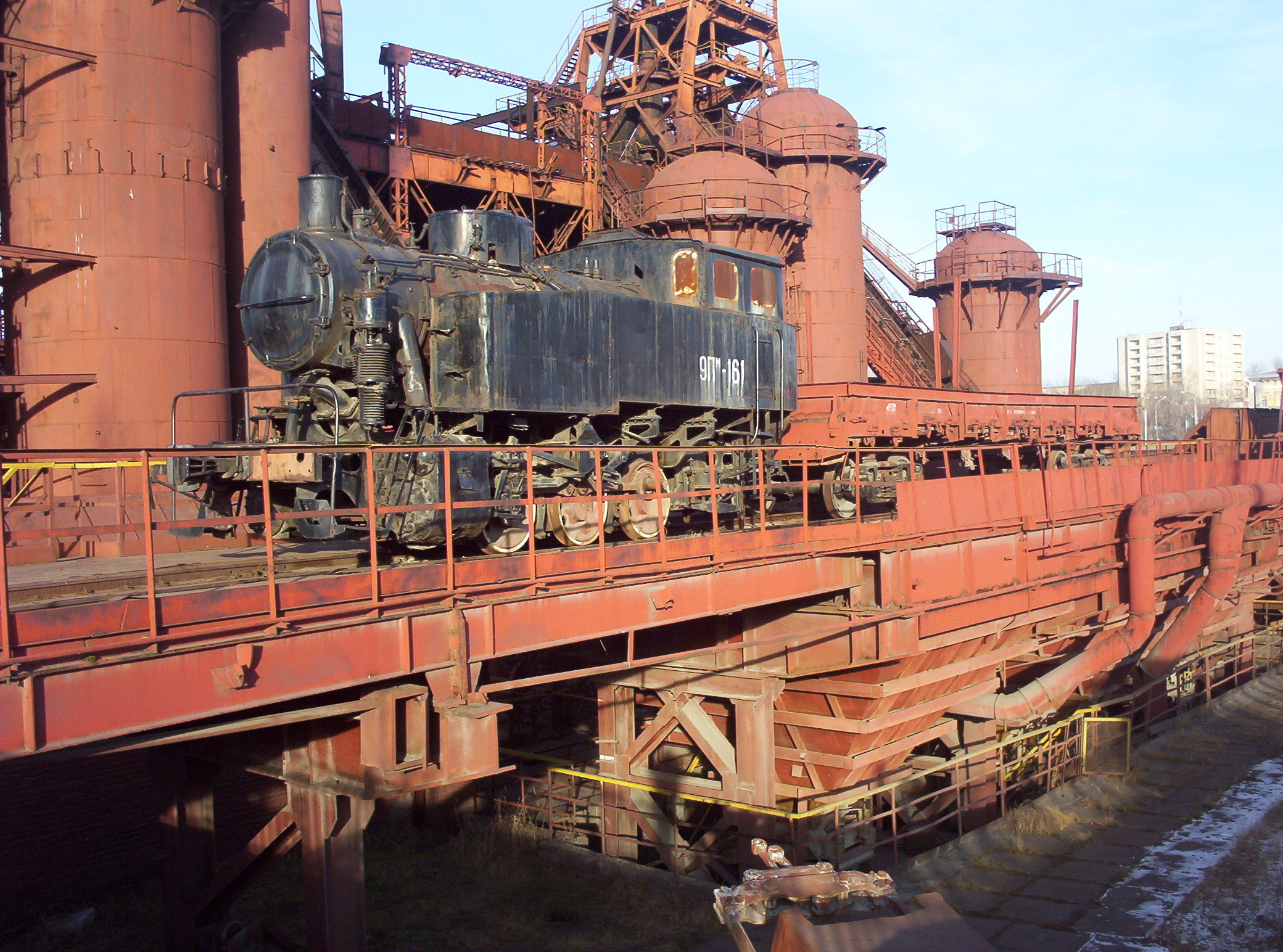
Паровоз-пам'ятник 9Пм-161
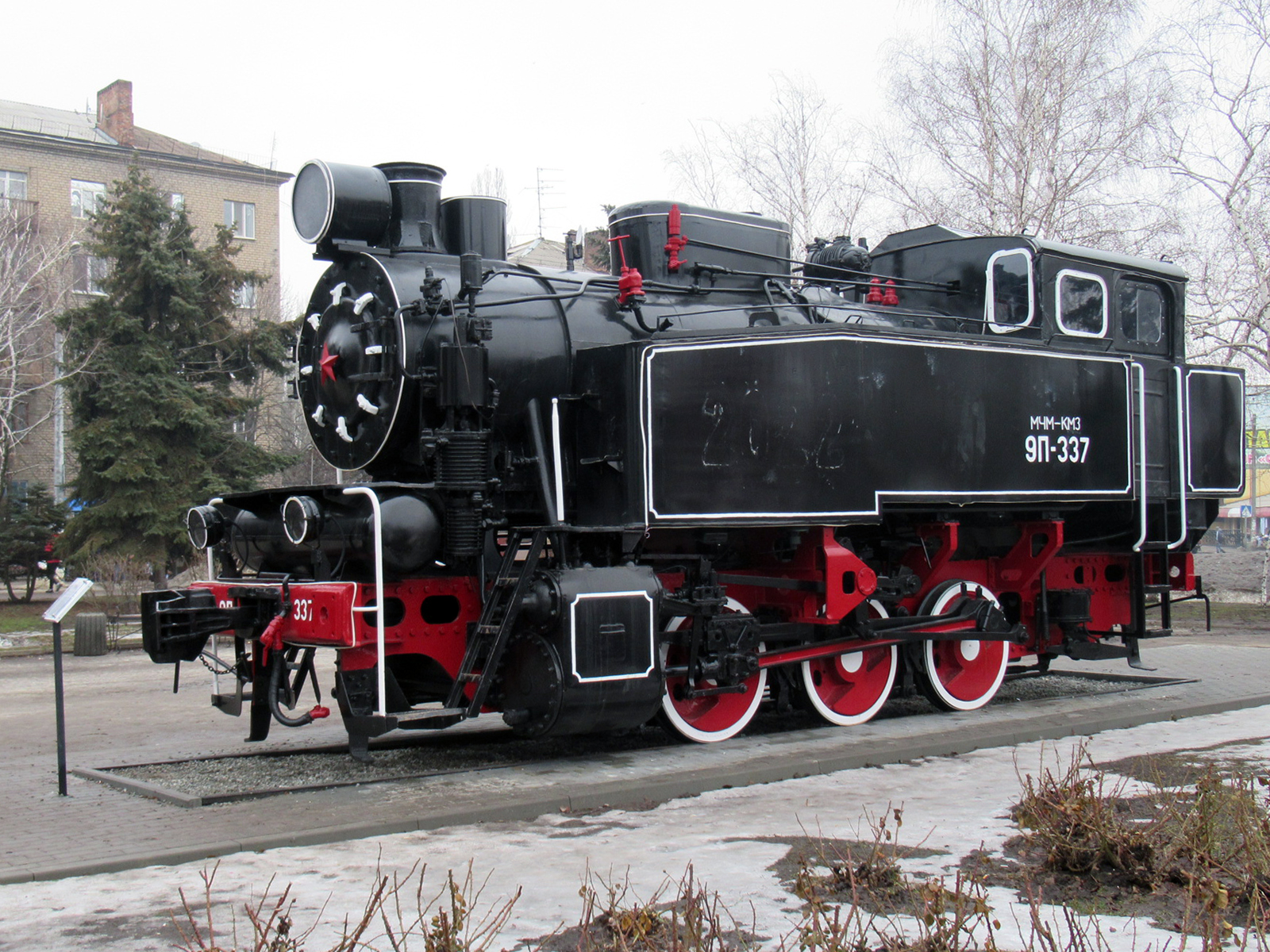
9П-337, Краматорськ
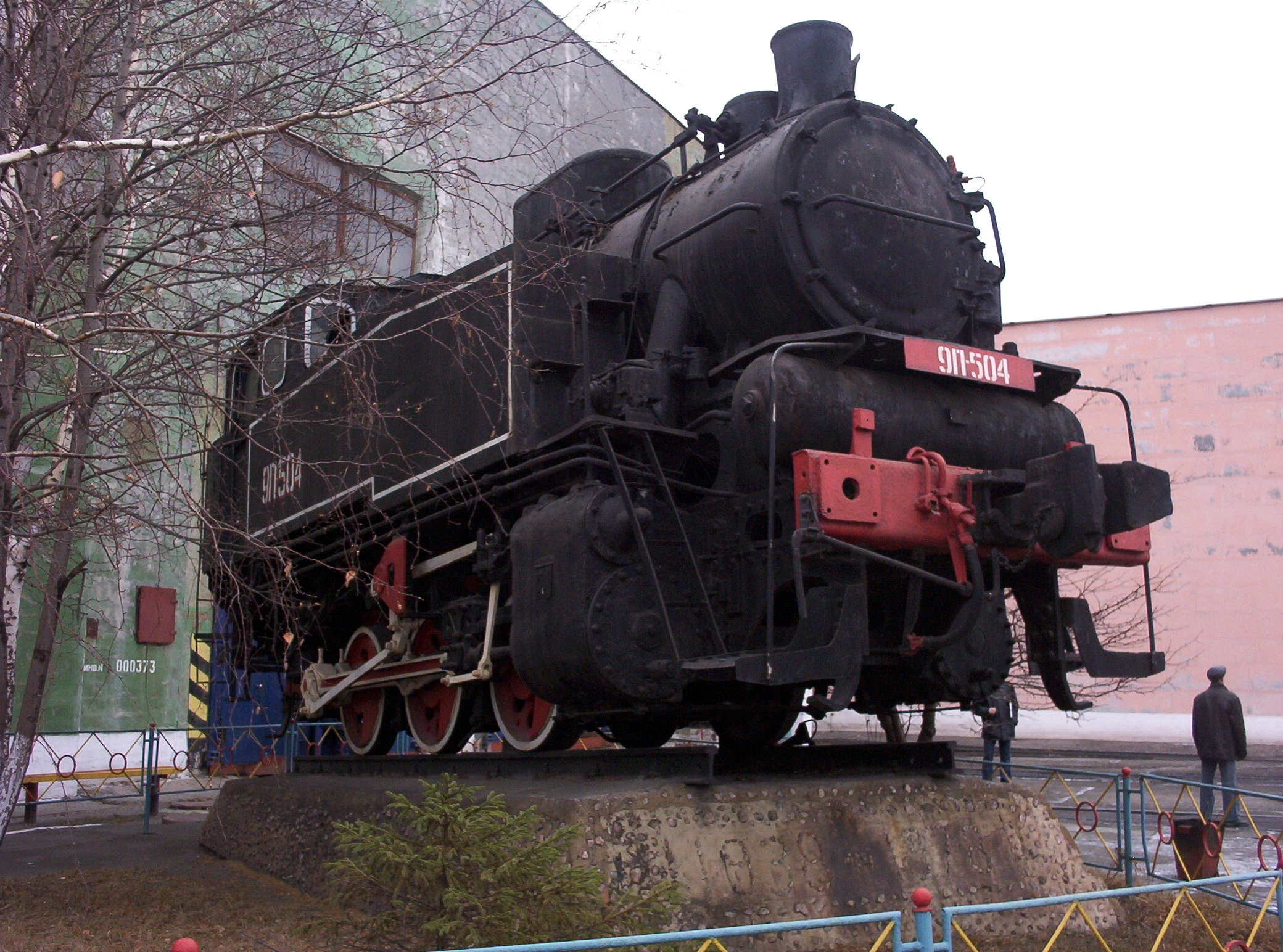
Паровоз-пам'ятник 9П-504
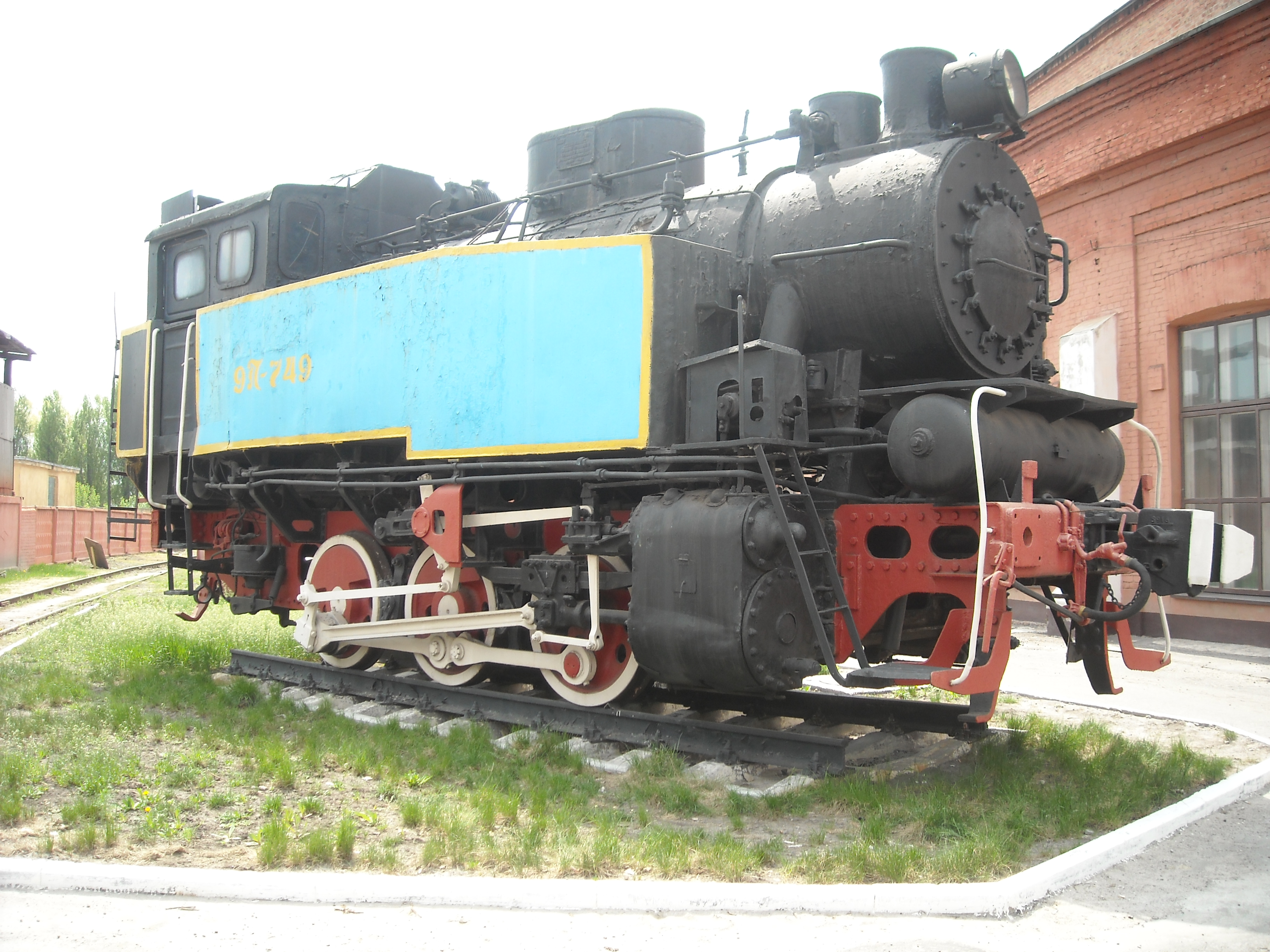
Паровоз-пам'ятник 9П-749 (Локомотивне депо Основа, Основа, Харків, Україна)
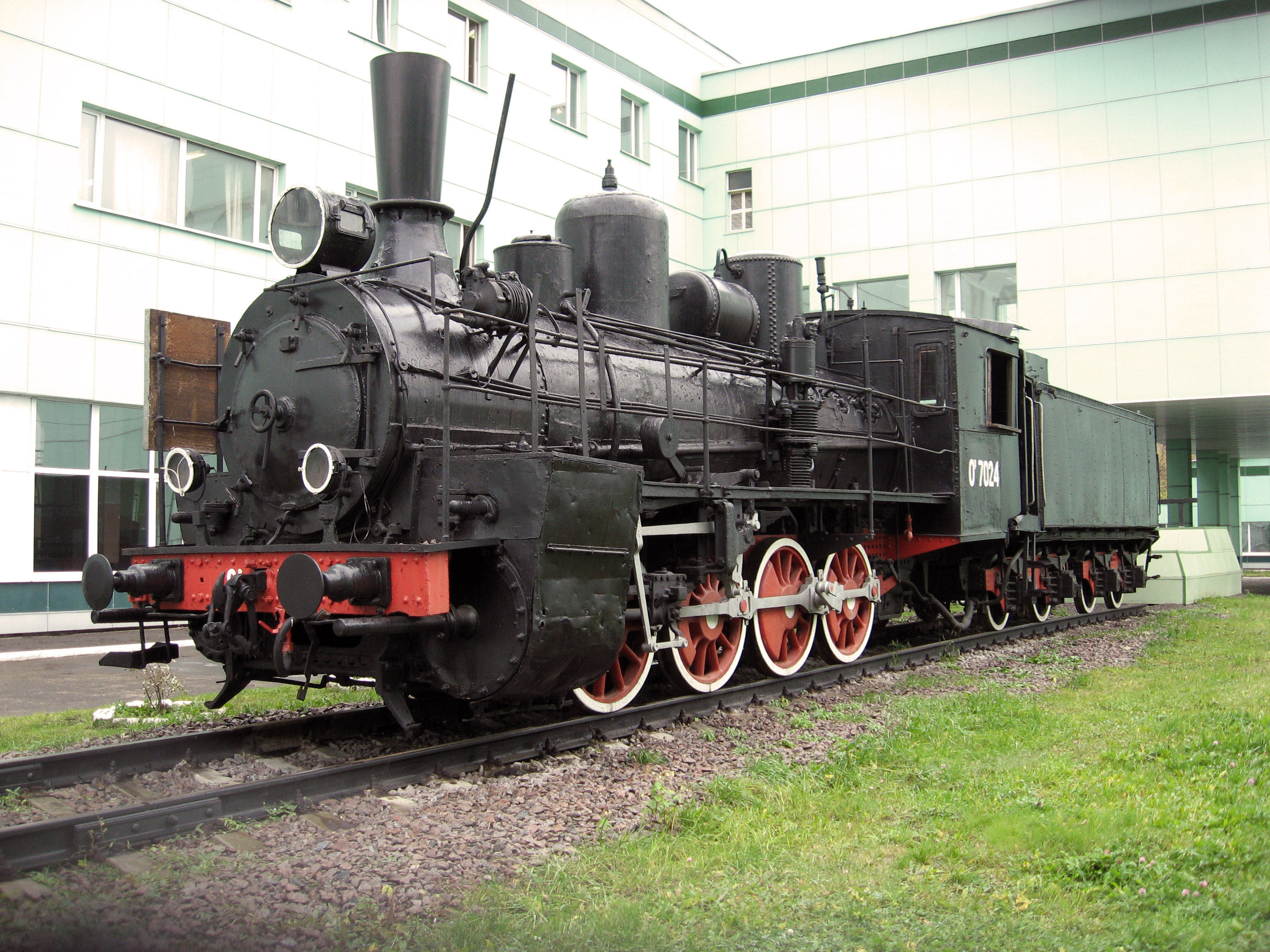
Паровоз-пам'ятник Ов-7024 в Москві